# Morro da Fonte
O Morro da Fonte é uma elevação portuguesa localizada no concelho de Vila do Corvo, ilha do Corvo, arquipélago dos Açores.
Este acidente geológico faz geograficamente parte do vulcão central da ilha do Corvo, que tem o seu ponto mais elevado no Morro dos Homens a 718 metros de altitude acima do nível do mar.
Esta formação geológica localiza-se a 371 metros de altitude acima do nível do mar e encontra-se próximo da Coroa do Pico, do local denominado Zimbral e da Fonte Velha.